# Нотранско-крашки регион (Словения)
Нотранско-крашка (на български: Вътрешен Крайнски-карстов; на английски: Inner Carniola-Karst) е област (регион) в западна Словения.
В състава ѝ влизат 6 общини на обща площ от 1456 квадратни километра. Населението на областта към 2004 година е 51 032 жители. Най-голям град в региона е Постойна.

## Описание
Нотранско-крашкят регион е една от дванадесетте административно-статистически области в Словения, създадени като ново административно деление на страната през 2007 година.
Разположен е в югозападната част на страната до границата с истърския регион на Хърватия. Това е най-слабо населения регион в Словения. Дължината на магистралния автомобилен път в областта е 32 километра.
Главни забележителности на територията на региона са пещерата „Постойна“ разположена до едноименния град и замъка Предяма на 9 километра от Постойна. Природна забележителност представлява и езерото „Церкница“.

## Общини
| Община             | (на словенски)   | Площ (km2) | Население | Гъстота (жители/km2) |
| ------------------ | ---------------- | ---------- | --------- | -------------------- |
| Блоке              | Bloke            | 75,10      | 1578      | 21                   |
| Церкница           | Cerknica         | 200,35     | 10 284    | 51,3                 |
| Илирийска Бистрица | Ilirska Bistrica | 480.,00    | 14 234    | 29,7                 |
| Лошка долина       | Loška dolina     | 166,80     | 3640      | 21,8                 |
| Пивка              | Pivka            | 223,30     | 5926      | 26,50                |
| Постойна           | Postojna         | 269,90     | 14 581    | 54                   |

## Демография
Разпределение на жителите по религиозна принадлежност според преброяването от 2002 година:
- 1. Християни католици (63,5%)
- 2. Атеисти (8,4%)
- 3. Християни православни (3,3%)
- 4. Мюсюлмани (2,7%)
- 5. Християни евангелисти (0,1%)
- 6. други (3,0%)
- Недекларирали (19,0%)